# Pro Oriente

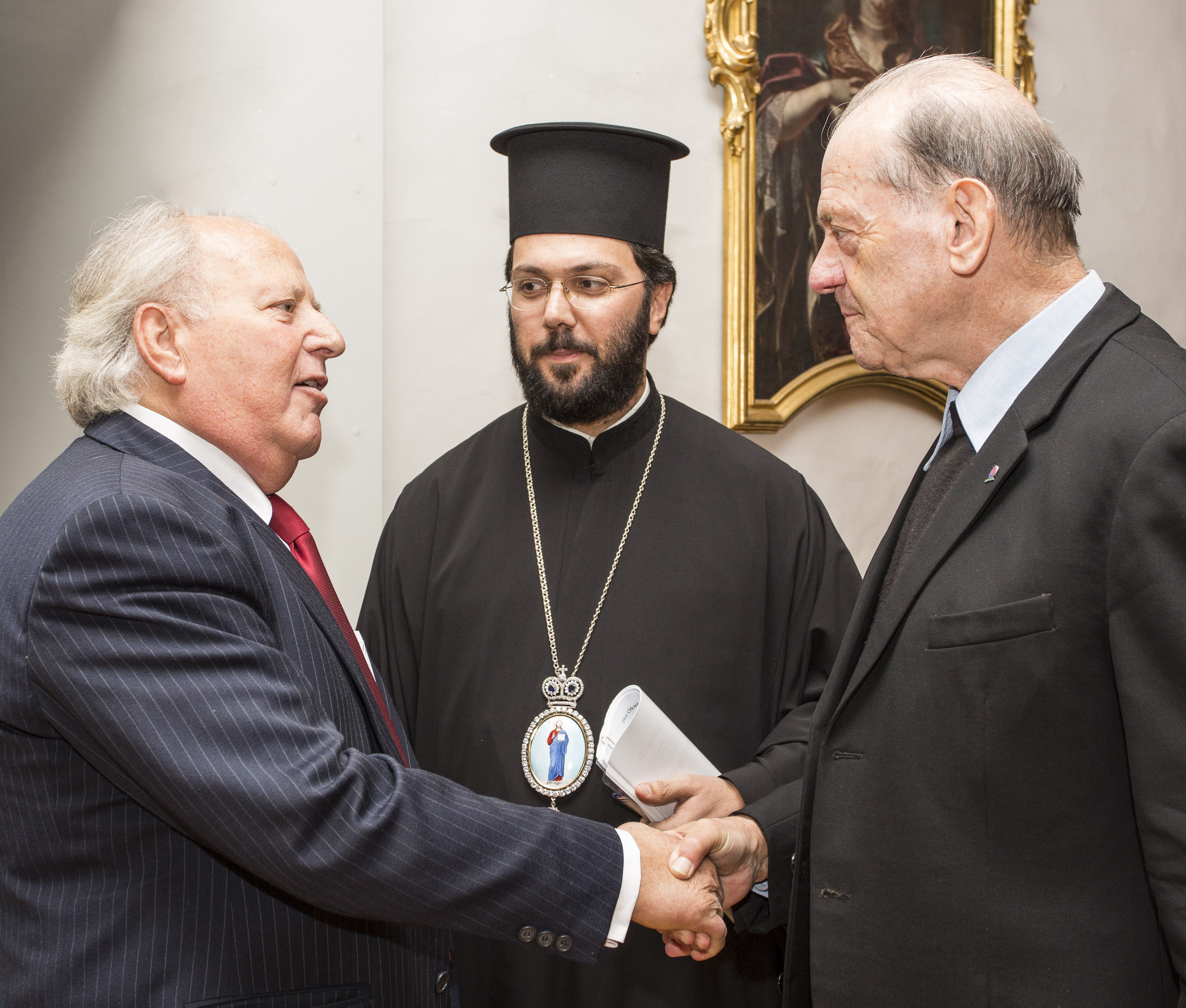
Arsenios Kardamakis, griechisch-orthodoxer Metropolit von Austria (Bild Mitte) mit Philipp Harnoncourt, römisch-katholischer Priester und Mitglied des Vorstands der ökumenischen Stiftung Pro Oriente (im Bild rechts) und dem griechisch-orthodoxen Theologen Grigorios Larentzakis (im Bild links), 2012

Pro Oriente ist eine kirchliche Stiftung mit Rechtspersönlichkeit für den staatlichen Bereich mit Sitz in Wien. Stiftungszweck sind die Konfliktlösung und die Förderung des Dialoges zwischen Kirchen östlicher und 
westlicher Tradition.

## Tätigkeit
Die Stiftung arbeitet auf der Ebene des inoffiziellen Dialoges zwischen der römisch-katholischen Kirche und den Ostkirchen. Sie versucht, geschützte Räume des Austausches zu bieten und dadurch gegenseitiges Verstehen zu ermöglichen. Ihre Tätigkeit besteht aus Austauschprogrammen, Forschungsprojekten, Tagungen, Symposien und öffentlichen Vorträgen sowie der Herausgabe wissenschaftlicher Publikationen. Die Stiftung finanziert sich von Spenden und privaten wie öffentlichen Subventionen.
Präsident der Stiftung ist seit 2025 Botschafter Clemens Koja.

## Geschichte
Die Stiftung wurde 1964 von Franz Kardinal König ins Leben gerufen. Anstoß zur Gründung war das Zweite Vatikanische Konzil, das mit seinem Ökumenismus-Dekret „Unitatis redintegratio“ zur Intensivierung des Dialog zwischen den Kirchen und Konfessionen aufrief.
Zu den wichtigsten Resultaten des Wirkens der Stiftung zählt die so genannte „Wiener Christologische Formel“. Sie war 1971 in Wien auf der Grundlage eines Vorschlags des damaligen Allgemeinen Bischofs der Koptischen Kirche, Schenuda (der kurz darauf zum Papst Schenuda III. gewählt wurde), beschlossen worden. Die Formel lautet:

„Wir glauben, dass unser Gott und Erlöser, Jesus Christus, Gottes fleischgewordener Sohn ist; vollkommen in seiner Gottheit und vollkommen in seiner Menschheit. Seine Gottheit war von seiner Menschheit keinen einzigen Moment, nicht einen Augenblick getrennt. Seine Menschheit ist eins mit seiner Gottheit, ohne Vermischung, ohne Vermengung, ohne Teilung, ohne Trennung.“

Als gemeinsame Neuinterpretation der Christologie des Konzils von Chalzedon war diese Formel im September 1971 bei der ersten der von Pro Oriente veranstalteten „Lainzer Konsultationen“ zwischen römisch-katholischen und altorientalischen Theologen gefunden worden. Nach dem Tagungsort im Wiener Stadtteil Lainz wird sie gelegentlich auch als „Lainzer Formel“ bezeichnet.